# Eumecocera argyrosticta
Eumecocera argyrosticta är en skalbaggsart som först beskrevs av Bates 1884.  Eumecocera argyrosticta ingår i släktet Eumecocera och familjen långhorningar. Inga underarter finns listade i Catalogue of Life.